# Tummelisa (film, 1994)
Tummelisa (engelska: Thumbelina) är en amerikansk animerad fantasy-musikalfilm från 1994 i regi av Don Bluth och Gary Goldman. Filmen är baserad på H.C. Andersens saga Tummelisa från 1835.

## Handling
Tummelisa, som precis som hennes namn antyder är liten som en tumme, blir en natt kidnappad av några paddor. Med hjälp av vänliga djur lyckas hon rymma ifrån att bli paddan Grundells fru, men blir istället fånge hos en skalbagge. Under sin långa och farofyllda resa för att ta sig tillbaka hem drömmer hon om att få återse sin kärlek - Cornelius.

## Om filmen
Filmen uppskattades inte av kritikerna. Låten "Marry the Mole" vann anti-priset Razzie Award, i kategorin "Sämsta original-musik". Tummelisa blev därmed den första animerade filmen att vinna en Razzie Award.

## Rollista i urval
| Roll                          | Originalröst      | Svensk röst                                   |
| ----------------------------- | ----------------- | --------------------------------------------- |
| Thumbelina/Tummelisa          | Jodi Benson       | Gunilla Backman                               |
| Cornelius                     | Gary Imhoff       | Jonas Malmsjö (tal) Johan Wennerstrand (sång) |
| Jacquimo                      | Gino Conforti     | Richard Carlsohn                              |
| Tummelisas mamma              | Barbara Cook      | Irene Lindh                                   |
| Mrs. Toad/Fru Padda           | Charo             | Petra Nielsen                                 |
| Grundell                      | Joe Lynch         | Claes Jansson                                 |
| Berkeley Beetle/Bertil Bagge  | Gilbert Gottfried | Johan Rabaeus                                 |
| Ms. Fieldmouse/Fröken Åkermus | Carol Channing    | Kim Anderzon                                  |
| Herr Mullvad                  | John Hurt         | Allan Svensson                                |
| Kung Colbert                  | Kenneth Mars      | Björn Gedda                                   |
| Drottning Tabitha             | June Foray        | Katarina Ewerlöf                              |

- Övriga röster – Jan Sjödin, Katja Sjöblom, Tin Carlsson, Albert Lundberg, Doreen Denning, Katarina Ewerlöf, Jan Sjödin, Björn Gedda
- Svensk översättning och regi – Doreen Denning
- Svenska sångtexter – Ingela "Pling" Forsman
- Musikalisk ledning – Anders Neglin
- Inspelningstekniker – Lars Klettner
- Musiktekniker – Håkan Wollgård
- Svensk version producerad av Barrefelt Produktion AB

## Musik i filmen i urval
- "Follow Your Heart" (Intro) - Jacquimo
- "Thumbelina" - Tummelisa, gårdsdjur
- "Soon" - Tummelisa
- "Let Me Be Your Wings" - Cornelius, Tummelisa
- "On the Road" - Fru Padda, Tummelisa, Singers de Espana (Los Sapos Guapos)
- "Follow Your Heart" - Jacquimo, Jitterbugs, fåglar
- "Yer Beautiful, Baby" - Bertil Bagge, Skalbaggekör
- "Soon (Reprise)" - Tummelisas mamma
- "Let Me Be Your Wings (Sun Reprise)" - Tummelisa
- "Marry the Mole" - Fröken Åkermus
- "Let Me Be Your Wings" - Barry Manilow och Debra Byrd[3]